# Stord IL
Stord Idrettslag è una società sportiva con sede a Stord, Norvegia . Il club fu fondato il 30 marzo 1914 come Stord Turn og idrettslag (Stord T&IL) e oggi è composto da sezioni di atletica, basket, ginnastica, pallamano, calcio, orienteering, pallavolo, sci, pattinaggio di velocità e nuoto . In passato il club aveva una sezione dedicata al wrestling.

## Storia
Il club è stato fondato il 30 marzo 1914 come Stord Turn og idrettslag . Nel 2001 il nome venne cambiato in quello attuale, Stord Idrettslag .

## Calcio

### Storia
Attualmente la squadra di calcio maschile gioca in 3. divisjon, il quarto livello del campionato di calcio norvegese . Hanno giocato nella seconda divisione per due stagioni consecutive nel 1989 e nel 1990.

#### Stord/Moster e Stord Sunnhordland FK (2002–2006)
Nel 2002, la squadra senior di Stord si fuse con Moster IL e creò la Stord/Moster . L'obiettivo della fusione era quello di creare una nuova squadra d'élite che potesse godere di un più ampio sostegno nella regione del Sunnhordland . Lo Stord/Moster vinse la 3. divisjon, ma perse i playoff per la 2.divisjon contro il Norheimsund IL.
Nel 2006, il club trovò nuovi proprietari e il 15 marzo 2006 cambiò il suo nome da Stord/Moster a Stord Sunnhordland. Nel dicembre 2006 fu deciso di chiudere il club. Il suo posto nel campionato e la sua squadra vennero trasferiti nuovamente allo Stord IL.

#### Anni recenti (2007-oggi)
Nella stagione 2013, lo Stord Fotball è stato promosso in 2.divisjon, ma è retrocesso in 3.divisjon la stagione successiva. Hanno ripetuto questa impresa nel 2015, vincendo il loro girone nella 3. divisjon, ma un dodicesimo posto nel 2016 2. divisjon ha visto lo Stord retrocedere di nuovo in 3. divisjon, dove milita attualmente.

#### Le ultime stagioni
| Stagione | Campionato          | Pos.                | P.G.                | V                   | P                   | S                   | GF                  | GS                  | Pt.                 | Coppa               | Note                      |
| -------- | ------------------- | ------------------- | ------------------- | ------------------- | ------------------- | ------------------- | ------------------- | ------------------- | ------------------- | ------------------- | ------------------------- |
| 2013     | 3. divisjon         | 1                   | 26                  | 16                  | 6                   | 4                   | 80                  | 33                  | 54                  | 2º turno di qual.   | Promossa in 2. divisjon   |
| 2014     | 2. divisjon         | 13                  | 26                  | 7                   | 6                   | 13                  | 43                  | 62                  | 27                  | 2º turno            | Retrocessa in 3. divisjon |
| 2015     | 3. divisjon         | 1                   | 26                  | 16                  | 5                   | 5                   | 76                  | 37                  | 53                  | 1º turno            | Promossa in 2. divisjon   |
| 2016     | 2. divisjon         | 12                  | 26                  | 6                   | 6                   | 14                  | 36                  | 65                  | 24                  | 1º turno            | Retrocessa in 3. divisjon |
| 2017     | 3. divisjon         | 10                  | 26                  | 8                   | 6                   | 12                  | 48                  | 58                  | 30                  | 1º turno            |                           |
| 2018     | 3. divisjon         | 10                  | 26                  | 8                   | 6                   | 12                  | 51                  | 62                  | 30                  | 1º turno di qual.   |                           |
| 2019     | 3. divisjon         | 6                   | 26                  | 12                  | 4                   | 10                  | 70                  | 48                  | 40                  | 2º turno di qual.   |                           |
| 2020     | Stagione cancellata | Stagione cancellata | Stagione cancellata | Stagione cancellata | Stagione cancellata | Stagione cancellata | Stagione cancellata | Stagione cancellata | Stagione cancellata | Stagione cancellata | Stagione cancellata       |
| 2021     | 3. divisjon         | 11                  | 13                  | 4                   | 3                   | 6                   | 30                  | 35                  | 15                  | 2º turno            |                           |
| 2022     | 3. divisjon         | 9                   | 26                  | 11                  | 2                   | 13                  | 62                  | 70                  | 35                  | 2º turno di qual.   |                           |
| 2023     | 3. divisjon         | 6                   | 26                  | 11                  | 6                   | 9                   | 48                  | 46                  | 39                  | 2º turno            |                           |
| 2024     | 3. divisjon         | 10                  | 26                  | 8                   | 4                   | 14                  | 59                  | 74                  | 28                  | 2º turno            |                           |

### Ex giocatori degni di nota
- Torbjørn Agdestein
- Christian Brink
- Øyvind Mellemstrand
- Kevin De Serpa
- Vegard Hansen
- Kjetil Løvvik
- Jonas Jonsson